# Demi-Quartier
Demi-Quartier település Franciaországban, Haute-Savoie megyében. Lakosainak száma 803 fő (2022. január 1.). Demi-Quartier Combloux, Megève és Saint-Gervais-les-Bains községekkel határos.

## Népesség
A település népességének változása:
| Lakosok száma | 951  | 912  | 945  | 909  | 874  | 844  | 814  | 806  | 803  |
|               | 2013 | 2015 | 2016 | 2017 | 2018 | 2019 | 2020 | 2021 | 2022 |